# کسی برای دوست داشتن (ترانه جفرسن ایرپلین)
«کسی برای دوست داشتن» (به انگلیسی: Somebody to Love) یک ترانهٔ راک ساختهٔ داربی اسلیک است که اولین‌بار در سال ۱۹۶۶ توسط گروه فولک راک د گریت سوسایتی ضبط و منتشر شد و پس از آن‌ها گروه سایکدلیک جفرسن ایرپلین آن‌را ضبط اجرا و ضبط کردند.
داربی اسلیک که نوازندهٔ گیتار گروه د گریت سوسایتی بود ابتدا «کسی برای دوست داشتن» را با نام اولیهٔ Someone To Love و برای گروه د گریت سوسایتی که خواهرش گریس اسلیک هم خوانندهٔ آن بود نوشت. زمانی که گریس اسلیک، د گریت سوسایتی را ترک کرد و به جفرسن ارپلین پیوست، ۲ ترانهٔ «کسی برای دوست داشتن» (ساختهٔ برادرش) و «خرگوش سفید» (ساختهٔ خودش) را با تنظیم دوباره با جفرسن ارپلین اجرا کرد که هردوی این قطعه‌ها در دومین آلبوم استودیویی گروه، با نام بالش سورئالیستی گنجانده شدند. علاوه بر فروش موفقیت‌آمیز آلبوم بالش سورئالیستی این ۲ ترانه نیز در زمان انتشار تک‌آهنگ‌های‌شان به رده‌های بالای بیلبورد ۱۰۰تای برتر رسیدند و «کسی برای دوست داشتن» در ماه مه ۱۹۶۷ به ردهٔ ۵اُم آن جدول رسید.
این ترانه تا به‌حال بارها توسط دیگر هنرمندان و گروه‌های موسیقی بازخوانی شده‌است. در سال ۱۹۹۶ جیم کری نسخهٔ جدیدی از «کسی برای دوست داشتن» را به‌عنوان یکی از قطعه‌های ساندترَک فیلم مرد کابلی اجرا کرد.
در سال ۲۰۰۴ مجلهٔ رولینگ استون در رده‌بندی «۵۰۰ ترانهٔ برتر همهٔ دوران» جایگاه ۲۷۹اُم را به «کسی برای دوست داشتن» اختصاص داد.

## پی‌نوشت
1. ↑  White Rabbit
2. ↑  Surrealistic Pillow
3. ↑  لیست بازنگری شده در سال ۲۰۱۰